# Герб Городищенського району
Герб Городищенського району — офіційний символ Городищенського району, затверджений 28 листопада 2003 р. рішенням сесії районної ради.

## Опис
Золотий щит перетятий лазуровою вигнутою балкою, над якою червона ліра зі струнами, під якою три перехрещені та просунуті крізь червоний перевернутий лук червоні стріли. Щит увінчано стилізованою золотою короною з п'ятьма зубцями у вигляді листків яблуні та колосків. З боків і знизу щит обрамлено двома квітучими яблуневими гілками природного кольору, оплетеними знизу золотою стрічкою з червоним написом "Городищенський район".